# Маел Дуйн мак Маеле Фітріх
Маел Дуйн мак Маеле Фітріх (давньоірл. Máel Dúin mac Máele Fithrich, загинув 681) — король Айлеха, раннього ірландського королівства, та голова роду Кенел Еогайн, північної гілки клану Уї Нейллів.

## Біографія
Маел Дуйн мак Маеле Фітріх був сином короля Айлеха Маэл Фитрих мак Аедо, який помер у 630 році. Маел Дуйн став королем Айлеха після смерті Ферга мак Крундмайла у 668 році.
Маел Дуйн мак Маеле Фітріх намагався зміцнити та територіально збільшити своє королівство. У 675 році він у битві при Дун Форго розгромив короля Айргіалли Дунхада мак Ултайна. Сам король Дунхад загинув у цій битві, а Маел Дуйн приєднав до свого королівства територію між річками Фойл та Ро. Проте вже наступного року резиденцію короля розгромив верховний король Ірландії Фінснехта Фледах мак Дунхад. Причиною цього конфлікту, мабуть, була ворожнеча між кланами та намагання кожного клану зміцнити свою владу.
У 681 році Маел Дуїно мак Маел Фітр успішно воював з коаліцією короля Дал Арайде Дунгала Ейлні мак Скандайла і правителя гленн-геймінських кіаннахтів Кенн Фаелада мак Суїбні. В анналах цей конфлікт згадується як «спалення королів в Дун Кейтірні» (в сучасному графстві Лондондеррі). Однак на початку зими цього року Маел Дуйн був розбитий в битві при Бла Слейбі і загинув на полі бою. Його противниками були гленн-геймінські кіаннахти і Фланн мак Маеле Туйле, його далекий родич із конкуруючого клану Кенел Ферадайг. Після загибелі Маел Дуйна його переможець Фланн став новим королем Айлеха.
Маел Дуйн мак Маеле Фітріх був одружений з Кахт, дочкою верховного короля Ірландії Келлаха мак Маеле Кобо. Його син від цього шлюбу — Фергал мак Маеле Дуйн — був правителем Айлеха і верховним королем Ірландії.